# Przemysław Rogowski
Przemysław Rogowski, född den 9 februari 1980, är en polsk friidrottare som tävlar i kortdistanslöpning.
Rogowski har aldrig deltagit individuellt vid något mästerskap, men han ingick i det polska stafettlag som vann silver på 4 x 100 meter vid EM 2006 i Göteborg.
Mellan 2001 och 2003 var han avstängd för doping.

## Personligt rekord
- 100 meter - 10,40
- 200 meter - 21,04